# Cerastium supramontanum
Cerastium supramontanum är en nejlikväxtart som beskrevs av P.V. Arrigoni. Cerastium supramontanum ingår i släktet arvar, och familjen nejlikväxter. Inga underarter finns listade i Catalogue of Life.